# Gentle Bones
Joel Tan (nascido em 23 de Março de 1994), mais conhecido como Gentle Bones, é um cantor e compositor singapuriano. Seu EP de lançamento, lançado em 2014, contém singles na qual entrou nos charts do iTunes e Spotify, fazendo dele um dos cantores mais populares da Singapura.

## Carreira
Tan começou tocando guitarra e compondo letras em 2010, com 16 anos, e começou a postar covers de outras músicas no Youtube no final de 2011. Desde a criação de seu canal, ele já ganhou mais de 4000 inscritos, e mais de 2000 curtidas em sua página no Facebook. Seu nome artístico, ''Gentle Bones'', veio de várias palavras aleatórias que foram postas juntas, tendo assim um pouco de mistério.
Deste então Tan já atuou em vários festivais musicais na Singapura, incluindo o Noise Festival em 2011, o Mosaic Music Festival em 2012 e o the SEA Games em 2014. No mesmo ano, Tan lançou seu EP de estreia, Gentle Bones. Seu primeiro single, Until We Die, lançado em 2013, pegou o #1 no chart do iTunes, em sequência, ''Save Me'' e ''Elusive'' também pegaram #1 e #3, respectivamente, no mesmo chart.
Em 2015, Tan se tornou o primeiro artista singapuriano a assinar contrato com a Universal Music. Tan escreveu e gravou duas músicas, ''You're Almost There'', que foi incluída no álbum Songs Of The Games, para o Southeast Asian Games 2015 na Singapura, e também ''Sixty Five'', que foi incluída no filme 1965. Ele participou do remix da música ''Kings''. Ao mesmo tempo, Tan colaborou com Topman, e fez parte da ''SCAPE Invasion Tour'', junto com artistas como Shigga Shay, Daphne Khoo e HubbaBubbas, onde ele fez shows em escolas e shows solos.

## Vida pessoal
Tan foi educado na Hwa Chong Institution, e está estudando na Nanyang Technological University.

## Discografia

### EPs
- Gentle Bones (2014)
- Genuises & Thieves (2016)

### Singles
| Ano  | Título             | Álbum              | Gravadora                   |
| ---- | ------------------ | ------------------ | --------------------------- |
| 2011 | Waking Up          | Single sem Álbum   | Independente                |
| 2012 | Here's A Letter    | Single sem Álbum   | Independente                |
| 2013 | Until We Die       | Gentle Bones       | Independente                |
| 2014 | Save Me            | Gentle Bones       | Independente                |
| 2014 | Elusive            | Gentle Bones       | Independente                |
| 2014 | Lost               | Gentle Bones       | Independente                |
| 2015 | Settle Down        | Gentle Bones       | Independente                |
| 2015 | Sixty Five         | Single sem Álbum   | A Universal Music Singapura |
| 2016 | Geniuses & Thieves | Geniuses & Thieves | A Universal Music Singapura |
| 2016 | Run Tell Daddy     | Geniuses & Thieves | A Universal Music Singapura |